# 豬殺令
《豬殺令》（英語：Pig）是一部2021年美國劇情片，由麥可·薩爾諾斯基編劇和執導，尼可拉斯·凱吉、艾力克斯·沃爾夫和亞當·阿金主演。
《豬殺令》由霓虹定於2021年7月16日美國上映。

## 演員
- 尼可拉斯·凱吉飾演羅布（Rob）
- 艾力克斯·沃爾夫飾演阿米爾（Amir）
- 亞當·阿金（英语：Adam Arkin）飾演達瑞斯（Darius）
- 尼娜·貝爾福特（Nina Belforte）飾演夏洛特（Charlotte）
- 格雷琴·科比特（英语：Gretchen Corbett）飾演麥克（Mac）
- 朱莉婭·布雷（Julia Bray）飾演Tweakette
- 達瑞斯·皮爾斯（Darius Pierce）飾演艾德格（Edgar）
- 以利亞·昂格瓦里（Elijah Ungvary）飾演Tweaker

## 製作
2019年9月，宣佈尼可拉斯·凱吉和艾力克斯·沃爾夫加入由麥可·薩爾諾斯基（Michael Sarnoski）編劇和執導的電影的演員陣容。主體拍攝於2019年9月23日在波特蘭開始進行。

## 發行
2020年3月，霓虹獲得了該片的美國發行權。《豬殺令》定於2021年7月16日在美國上映。

### 評價
爛番茄根據101條評論，持有97%的新鮮度，平均得分8.2／10，觀眾投票獲得90%的分數，平均得分為4.4／5。在該網站被評選為2021年度第七高評價的電影兼最高評價的有限上映電影。在Metacritic上，電影根據39條評論，獲得82分，代表「普遍讚譽」。

## 外部連結
- 互联网电影数据库（IMDb）上《豬殺令》的资料（英文）